# Ivan Pešić
Ivan Pešić (født 17. maj 1989 i Rijeka, Kroatien) er en kroatisk håndboldspiller, som spiller for HBC Nantes og Kroatiens herrehåndboldlandshold.
Pešić fik fik debut for det kroatiske A-landshold i 2008, hvor han samme år var skiftet til den ungarske topklub Veszprém KC. Året efter var han med som reservespiller ved VM på hjemmebane 2009, hvor landsholdet vandt sølv. Siden da, har han løbende været indkaldt ved flere slutrunder bl.a. EM i håndbold 2018 i Kroatien, Sommer-OL 2016 i Rio de Janeiro og senest VM i håndbold 2025 i Kroatien/Danmark/Norge.
I februar 2009 blev Pešić og to andre holdkammerater i Veszprém KC, den rumænske Marian Cozma og serbiske Žarko Šešum, angrebet med knivstik på en natklub af en gruppe af romaer. Pešić blev så hårdt såret af stik i ryggen, at han måtte få den ene nyre fjernet, mens Šešum fik mindre kraniebrud. På tragisk vis afgik Cozma ved døden, efter to knivstik der ramte hjertet.